# Ilex andarensis
Ilex andarensis é uma espécie de planta do gênero Ilex.  

## Taxonomia
A espécie foi descrita em 1901 por Theodor Loesener. 